# الجامعة اليونانية المفتوحة
الجامعة اليونانية المفتوحة ( HOU ) ؛ (باليونانية: Ενοικτό Πανεπιστήμιο) تأسست الجامعة عام 1992 في باتراس وهي الجامعة الوحيدة للتعليم عبر الإنترنت/عن بعد في اليونان. على غرار الجامعة البريطانية المفتوحة ، تم إنشاء الجامعة اليونانية المفتوحة لسد الفجوة في التعليم عن بعد والتعليم عن بعد في نظام التعليم العالي في الجمهورية اليونانية استجابة للطلب المتزايد على التعليم المستمر والتعلم مدى الحياة. 
إنها مؤسسة التعليم العالي الأولى والوحيدة في اليونان التي توفر التعليم المفتوح والتعليم عن بعد في المرحلة الجامعية والدراسات العليا وكذلك مستوى الدكتوراه. من خلال التركيز بشكل كبير على البحث، تعمل الجامعة اليونانية المفتوحة على تعزيز برامج البحث التي تهدف إلى تطوير المنهجيات والتقنيات العالية المقابلة للتعلم المفتوح والتعليم عن بعد.

## الهيكل التنظيمي
يتم تنظيم الجامعة في أربع مدارس أو كليات و هي:
- كلية العلوم الإنسانية [3]
- كلية العلوم الاجتماعية [4]
- كلية العلوم والتكنولوجيا [5]
- كلية الفنون التطبيقية والتصميم المستدام [6]